# Poemas de Melanter
Poemas de Melanter é uma coleção de poemas de 1853 escrita pelo novelista inglês R. D. Blackmore.

## Notes
1. ↑  Cox, Michael, editor, The Concise Oxford Chronology of English Literature, Oxford University Press, 2004, ISBN 0-19-860634-6